# Контрольный пункт
Контрольный пункт (сокращённо — КП) — в любом виде ориентирования точка, в которой должны побывать участники соревнований. Точка обозначается на карте и оборудуется спортивной призмой на местности. Для контроля на КП должен быть инструмент отметки: станция электронной отметки, компостер, цветной карандаш, буква или слово для запоминания, контейнер для записок.
Контрольные пункты должны располагаться на ориентирах, обозначенных на карте и описанных в легенде. Иногда для дополнительного контроля в районе КП находится судья-контролёр.